# Tetramicra canaliculata
Tetramicra canaliculata är en orkidéart som först beskrevs av Jean Baptiste Christophe Fusée Aublet, och fick sitt nu gällande namn av Ignatz Urban. Tetramicra canaliculata ingår i släktet Tetramicra och familjen orkidéer. Inga underarter finns listade i Catalogue of Life.

## Bildgalleri

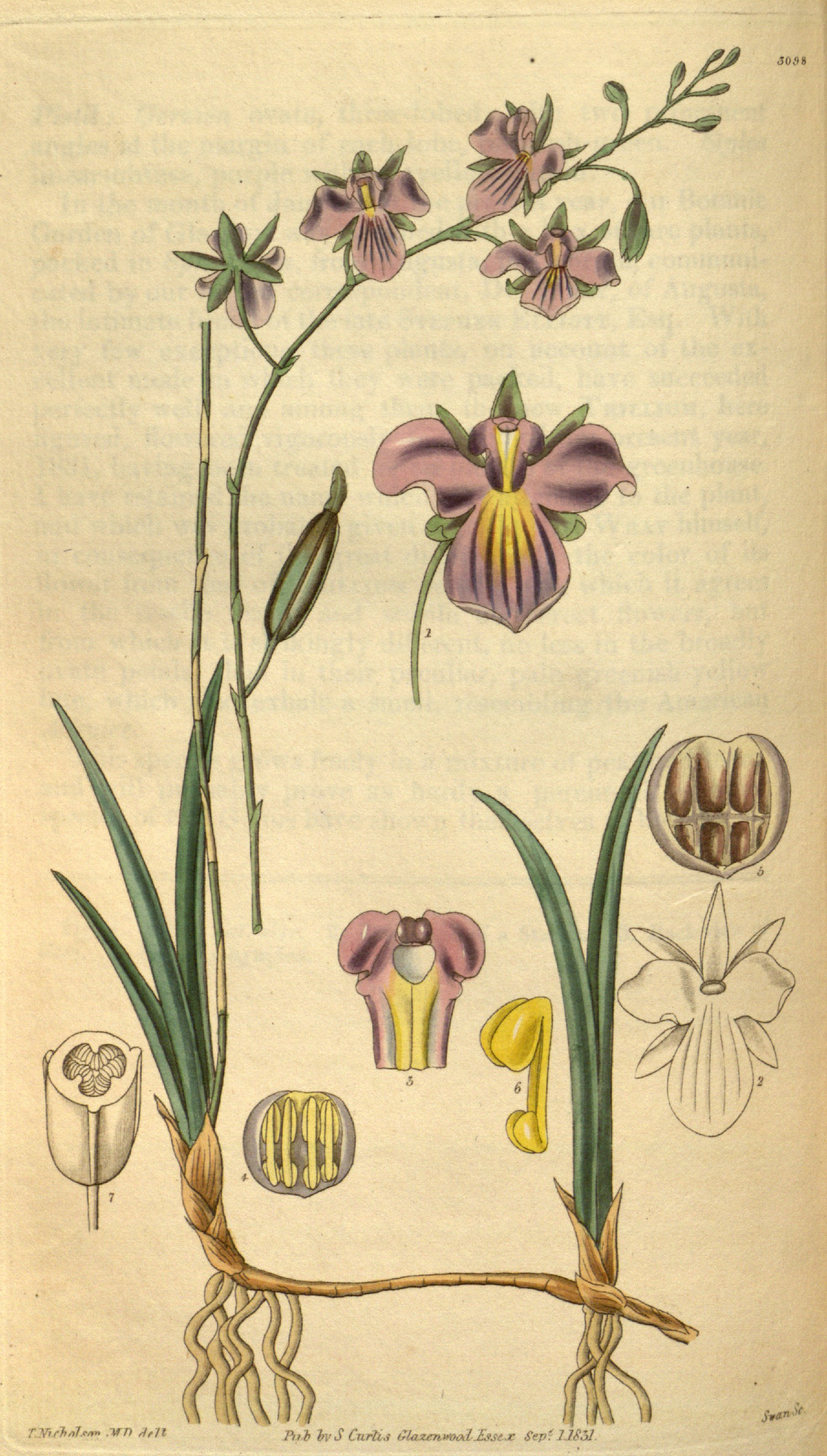